# Anthela adriana
Anthela adriana là một loài bướm đêm thuộc họ Anthelidae. Loài này có ở Úc.